# Erica Barbieri
Erica Barbieri (La Spezia, 2 marzo 1981) è un'ex judoka italiana.

## Biografia
Nata a La Spezia nel 1981, ha iniziato a praticare il judo a 9 anni.
A 26 anni, nel 2007, è arrivata sul podio, al 3º posto, all'Universiade di Bangkok, nei 70 kg (pesi medi), dietro alla giapponese Yoriko Kunihara e alla sudcoreana Park Ka-yeon.
Nel 2009 ha vinto il bronzo nei 70 kg ai Giochi del Mediterraneo di Pescara, dove ha chiuso dietro alla francese Marie Pasquet e alla slovena Raša Sraka.
L'anno successivo, agli Europei di Vienna si è imposta nella gara a squadre, vincendo l'oro insieme alle compagne Rosalba Forciniti, Assunta Galeone, Edwige Gwend e Giulia Quintavalle.
Nel 2011 ha vinto invece una medaglia individuale agli Europei, un bronzo nei 70 kg ad Istanbul, dove è stata sconfitta ai quarti dall'olandese Edith Bosch, poi oro, ma è poi riuscita a vincere i ripescaggi ed arrivare sul podio.
A 31 anni ha partecipato ai Giochi olimpici di Londra 2012, nei 70 kg, uscendo al primo turno, sconfitta dalla sudcoreana Hwang Ye-sul.
Si è ritirata a inizio 2014, a 32 anni.

## Palmarès

### Campionati europei
- 2 medaglie:
  - 1 oro (Gara a squadre a Vienna 2010)
  - 1 bronzo (70 kg a Istanbul 2011)

### Giochi del Mediterraneo
- 1 medaglia:
  - 1 bronzo (70 kg a Pescara 2009)

### Universiade
- 1 medaglia:
  - 1 bronzo (70 kg a Bangkok 2007)